# Kleuterschool
Kleuterschool is de benaming voor een onderwijsvorm voor jonge kinderen in België. Tot 1985 was dat het ook in Nederland. Ook in andere landen bestaat de kleuterschool. Zo kent men in Duitsland en de Verenigde Staten de Kindergarten, in Frankrijk de École maternelle.

## België
In Vlaanderen is de kleuterschool de eerste vorm van schoolse opvoeding waar kinderen naartoe kunnen. In de volksmond ook soms kindertuin (als vertaling van Kindergarten) of papschool genoemd. Soms hoort men nog de oude term bewaarschool, een letterlijke vertaling van het Franstalige "école gardienne". 
In Vlaanderen start het kleuteronderwijs als de meeste kleuters zindelijk zijn en zich verstaanbaar kunnen maken.
De meeste kleuterscholen hebben:
- instapklasje voor de jongste kleuters (vanaf de leeftijd van 2 jaar en zes maanden). Er zijn zeven instapmomenten: 1 september, na de herfstvakantie, na de Kerstvakantie, op 1 februari, na de krokusvakantie, na de Paasvakantie en na het verlengde weekeinde van Hemelvaartsdag.
- eerste kleuterklas: kleuters die dat schooljaar 3 jaar worden.
- tweede kleuterklas: idem 4 jaar
- derde kleuterklas: idem 5 jaar

Hoewel er geen leerplicht bestaat voor kleuters, gaan 95 à 98% van de Vlaamse kleuters naar school, mede omdat de subsidieregeling voor kinderdagverblijven kinderen van 3 jaar en ouder niet in rekening brengt. Vanaf 2010-2011 geldt de regel dat leerlingen in het eerste leerjaar van het lager onderwijs één jaar Nederlandstalig onderwijs achter de rug moeten hebben. Het is een alternatieve vorm van leerplichtinvoering (2009-2010) vanaf de laatste kleuterklas. De maatregel heeft onder meer tot doel om te beletten dat kleuters uit het Franstalig onderwijs (vooral in het Brusselse) beginnen aan het eerste leerjaar met onvoldoende kennis van de onderwijstaal.
Eind derde kleuterklas wordt het kind geëvalueerd om te zien of het in staat is naar het eerste leerjaar van de lagere school te gaan. Deze schoolrijpheid wordt getest aan de hand van de "toeter- en contrabastesten". Bij twijfel overleggen de school en het CLB met de ouders over andere mogelijkheden: kleuterklas overzitten, speelleerklas, overstap naar buitengewoon basisonderwijs, of huisonderwijs.

## Nederland

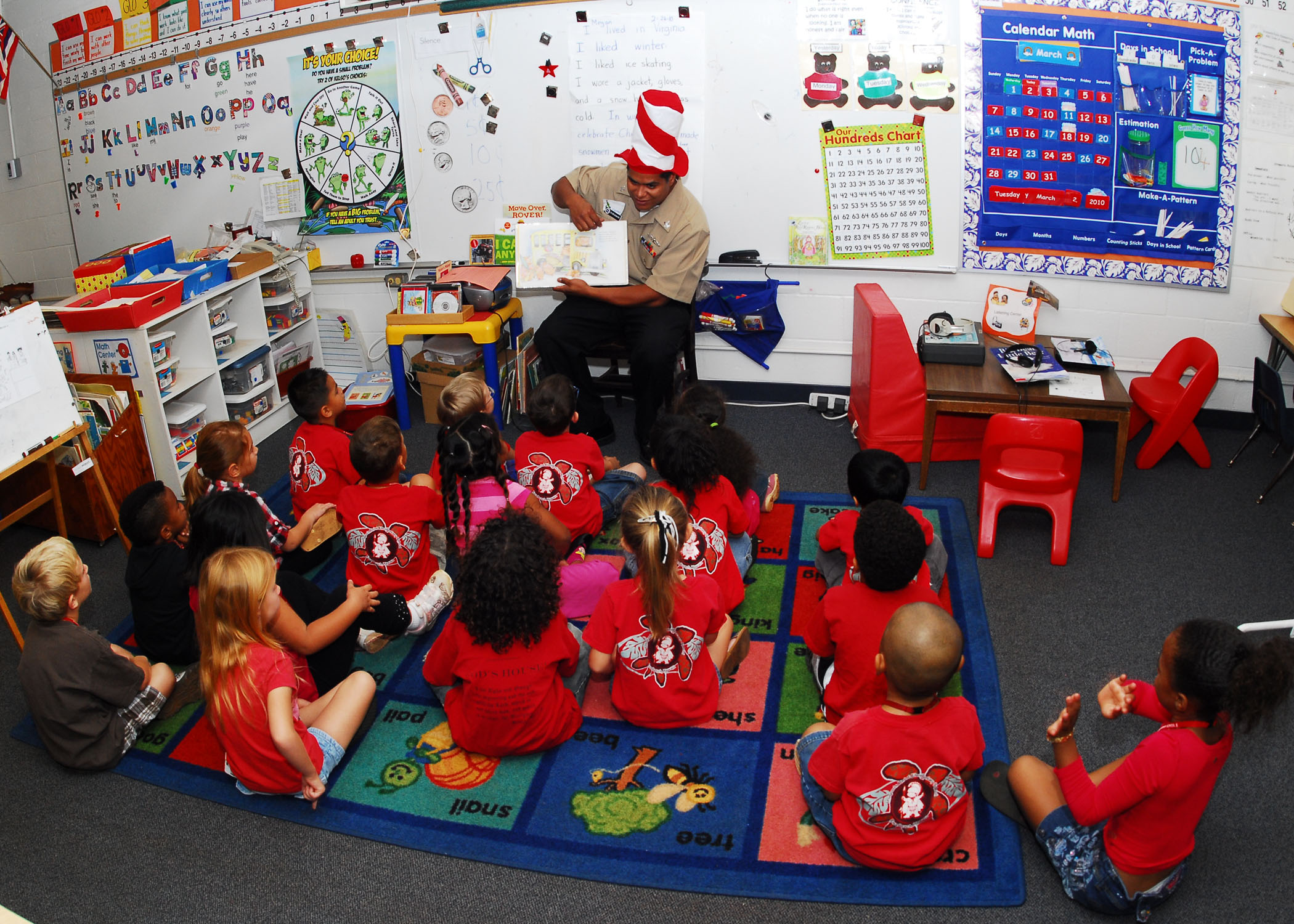
Kindergarten in de Verenigde Staten

In Nederland was de kleuterschool tot en met 1985 een onderwijsvorm, die samen met de lagere school een voorloper was van het huidige basisonderwijs. De kleuterschool kende twee klassen:
- eerste klas: voor kinderen van 4-5 jaar (is vergelijkbaar met de huidige groep 1 van de basisschool)
- tweede klas: 5-6 jaar (groep 2)

Na de tweede klas ging het kind naar de eerste klas van de lagere school.
Kleuterscholen werden aanvankelijk bewaarschool of fröbelschool genoemd, naar de Duitse pedagoog Friedrich Fröbel. Voorbereidend lager onderwijs was een meer officiële naam.
In 1956 kwam er een wet die het kleuteronderwijs en de subsidiëring daarvan regelde. Deelname was een keuze, kinderen van vier en vijf jaar oud waren niet leerplichtig. In 1985 kwam de Wet op het Basisonderwijs, deze leidde tot de formele samenvoeging van de kleuterscholen met de lagere scholen, waar ze vaak reeds lang een samenwerking mee hadden. Directeur van de nieuwe basisschool werd bijna altijd het hoofd van de lagere school, soms werd gekozen voor een tweehoofdige leiding.
Voor twee- en driejarige kinderen is er de facultatieve peuterspeelzaal.

## Verenigde Staten
In de Verenigde Staten wordt een kleuterschool of een klas voor jonge kinderen - meestal tussen vier en zes jaar oud - een kindergarten genoemd. Dit woord is afkomstig van Friedrich Fröbel. De kindergarten bereidt de kinderen voor op de eerste klas (First Grade) van het formele klassikale onderwijs. In een kindergarten leren kinderen de educatieve en sociale vaardigheden die nodig zijn voor het daaropvolgende onderwijs. Deze voorbereiding bestaat uit spelletjes, oefeningen, muziek en knutselen.
In Amerika maakt de kindergarten meestal deel uit van een elementary School en is een onderdeel van het verplichte onderwijssysteem K-through-12. Kinderen zijn meestal vijf jaar oud als ze naar een kindergarten gaan. Kindergarten wordt beschouwd als het eerste jaar van het formele onderwijs, hoewel veel kinderen al eerder op een vrijwillige pre-school zijn gegaan.
Voor kinderen die eerder het grootste deel van hun tijd thuis hebben doorgebracht, biedt de kindergarten de gelegenheid om te leren gescheiden te zijn van hun ouders. In een kindergarten leren kinderen vaak voor het eerst het begrip vriendschap, als gevolg van de omgang met andere kinderen.